# Galeottiella sarcoglossa
Galeottiella sarcoglossa ist eine Orchidee aus den Bergen Mittelamerikas. Es sind kleine, ausdauernde, krautige Pflanzen. Es war bis 2004 die einzige Art in der Gattung Galeottiella, die wiederum eine eigene Subtribus bildet. Dann kam als Galeottiella orchioides eine zweite Art hinzu, die vorher zur Gattung Prescottia gestellt worden war.

## Beschreibung
Die terrestrisch wachsenden Pflanzen werden etwa 40 Zentimeter hoch. Die Wurzeln entspringen büschelweise an der Basis der Sprosse. Sie sind fleischig, zylindrisch geformt und etwas behaart. Oberirdisch trägt die Sprossachse einige spiralig angeordnete Laubblätter, die am Spross verteilt stehen. Die Blätter sind sitzend und umfassen mit dem Blattgrund den Stängel. Die Spreite ist länglich-lanzettlich geformt, an der spitz zulaufenden Blattspitze werden die Blattränder etwas durchsichtig und warzig. Die Textur der Blätter ist recht hart, sie stehen steif aufrecht. Drei längs verlaufende Blattadern sind auf der Oberseite etwas eingesenkt, auf der Blattunterseite hervortretend.
Über den Blättern setzt sich die Sprossachse als traubenförmiger Blütenstand fort. Die Blütezeit liegt in der Regenzeit, etwa von August bis November. Zwischen Laubblättern und Blüten sitzen einige am Rand bewimperte Hochblätter an der Blütenstandsachse, diese ist zuerst unbehaart, im oberen Teil behaart. Die Blüten sind resupiniert, sie stehen waagrecht, etwa im rechten Winkel zum Fruchtknoten, die grünlich-weißen Blütenblätter formen eine Röhre. Der Fruchtknoten ist spindelförmig, etwas behaart, verdreht, er weist senkrecht nach oben. Auch die Tragblätter sind am Rand bewimpert, sie umschließen den Fruchtknoten fast vollständig. Die drei äußeren Blütenblätter sind teilweise miteinander verwachsen, auf der Außenseite sind sie kurz behaart. Die seitlichen Sepalen laufen an der Basis ein Stück weit am Fruchtknoten herab und bilden ein mit dem Fruchtknoten verwachsenes spornartiges Nektarium. Die Spitze der seitlichen Sepalen ist zurückgeschlagen. Das obere Sepal ist konkav, ihm haften die seitlichen Petalen an; zusammen bilden sie eine Haube über der Blüte. Die fleischige Lippe ist am Grund sehr schmal, die Spreite ist breit-spatelförmig mit u-förmig hochgebogenen seitlichen Rändern. Am Übergang zwischen schmalem und breitem Teil liegen am Rand der Lippe zwei verdickte Stellen, die Nektar absondern. Die kurze Säule ist an der Spitze etwas herabgebogen, an der Basis läuft sie in einer über die Ansatzstelle am Fruchtknoten hinausgehende Verlängerung (Säulenfuß) aus. Das Staubblatt liegt parallel zur Säulenachse. Es enthält vier Pollinien, die an der Unterseite von einer Klebscheibe (Viscidium) zusammengehalten werden. Zwischen der Narbe und dem Staubblatt liegt ein zweilappiges Trenngewebe (Rostellum) sowie ein fleischiges Staminodium.
Die ovalen Kapseln stehen aufrecht. Auffallend viele Blüten entwickeln sich zu Früchten, die Beobachtungen sprechen jedoch nicht für Selbstbestäubung. Die Samen sind spindelförmig, an einem Ende zugespitzt, am anderen stumpf abgeschnitten.

## Verbreitung
Es gibt in dieser Gattung nur 2 Arten:
- Galeottiella sarcoglossa (A.Rich. & Galeotti) Schltr. (Syn.: Spiranthes sarcoglossa A.Rich. & Galeotti)kommt in Mexiko und Guatemala[1] in Hochlagen zwischen 2400 und 3300 Meter vor. Sie wächst in humusreichen Böden in lichten Wäldern (vergesellschaftet mit Kiefern, Eichen und Tannen) und Grasflächen.
- Galeottiella orchioides (Lindl.) R.González ex Rutk., Mytnik & Szlach. (Syn.: Prescottia orchioides Lindl.) kommt im südwestlichen Mexiko vor.[1]

## Systematik und botanische Geschichte
Galeottiella sarcoglossa wurde 1845 ursprünglich als Spiranthes sarcoglossa von Achille Richard und Henri Guillaume Galeotti in Annales des Sciences Naturelles; Botanique Serie 3, Band 3, Seite 31 beschrieben. Die Art wurde von Rudolf Schlechter 1920 in 
eine eigene Gattung Galeottiella als Galeottiella sarcoglossa (A.Rich. & Galeotti) Schltr. in Beihefte zum Botanischen Centralblatt. Abt. 2 Band 37 Teil 3, Seite 361 gestellt. Der Gattungsname ehrt den belgischen Pflanzensammler und Botaniker Henri Guillaume Galeotti (1814 – 1858). Nachfolgend wurde diese Art verschiedenen anderen Gattungen zugerechnet, sie ist aber, sowohl durch morphologische wie auch durch genetische Analysen bestätigt, mit keiner anderen Gattung in der Tribus Cranichideae besonders nahe verwandt. Sie wurde deshalb 2002 in eine eigene Subtribus Galeottiellinae Salazar & M.W.Chase in Lindleyana; Scientific Journal of the American Orchid Society Band 17, Teil 3, Seite 172–173 gestellt.